# Jüri Luik

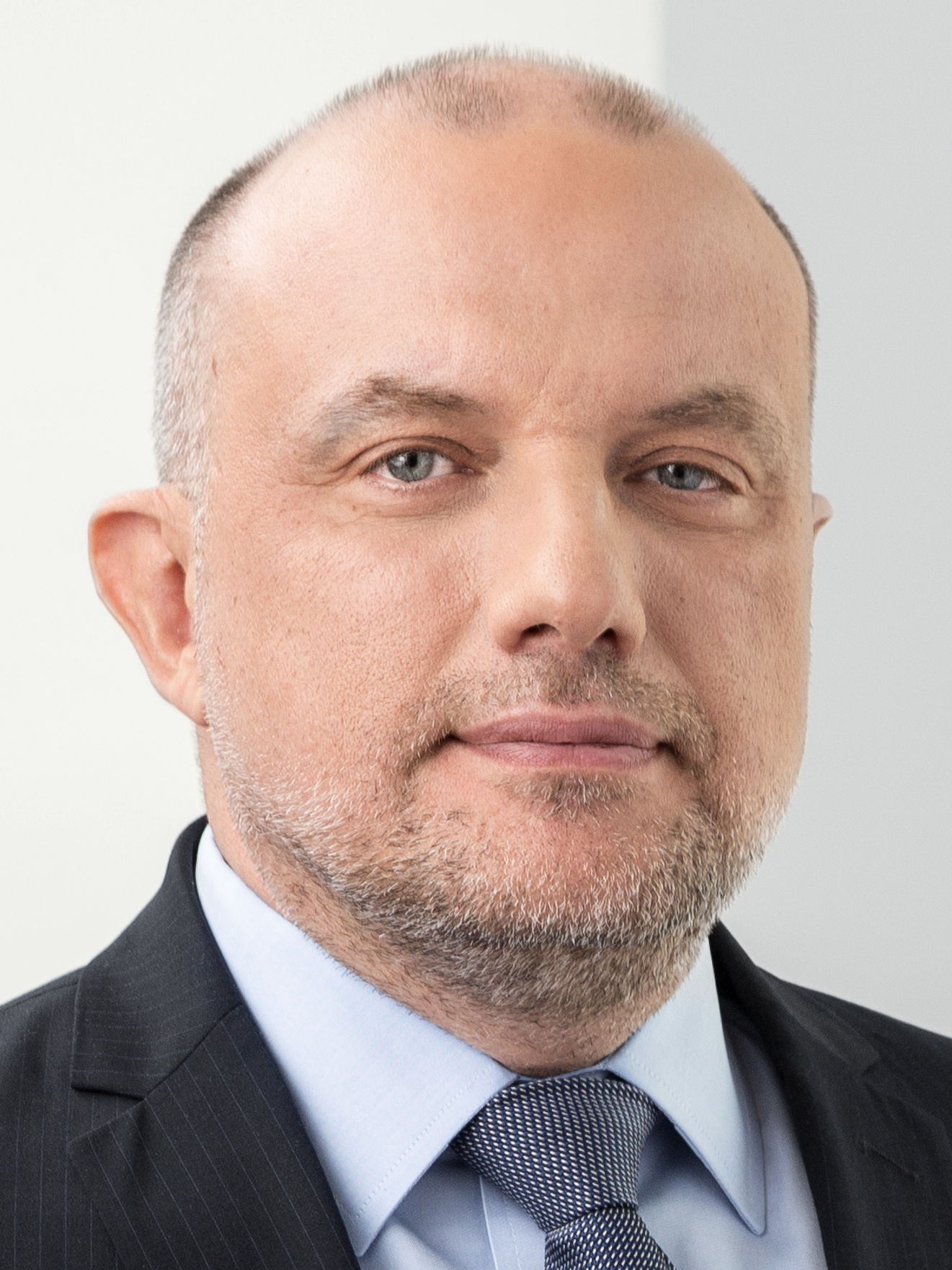
Jüri Luik (2017)

Jüri Luik, född 17 augusti 1966 i Tallinn, är en estnisk diplomat och konservativ politiker för partiet Isamaa. Luik var mellan 2017 och 2021 Estlands försvarsminister och medlem av Jüri Ratas första och andra koalitionsregeringar.
Luik var tidigare även försvarsminister i Mart Laars regering 1993–1994 och 1999 – 2001, samt utrikesminister under Mart Laars och Andres Tarands regeringar 1994–1995.